# 朱玖

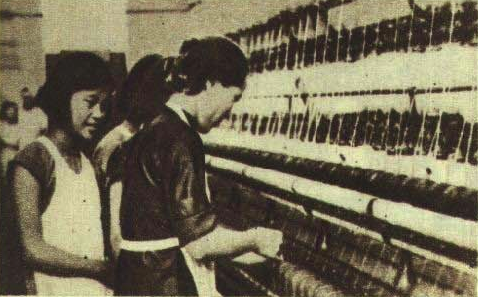
1951年汉口申新纱厂女工劳模朱玖

朱玖（1921年—2001年），东西湖区新沟镇人，中华人民共和国政治人物。
担任全国纺织工业劳模、汉口申新纱厂细纱间的纺纱能手。1953年任申新棉纺厂副厂长。1954年，当选第一届全国人民代表大会代表。1968年至1978年任国棉三厂革委会副主任、主任、党委副书记等职，同年兼任武汉市总工会副主席。1987年为武汉市政协委员、湖北省政协委员。